# أحياد غاز

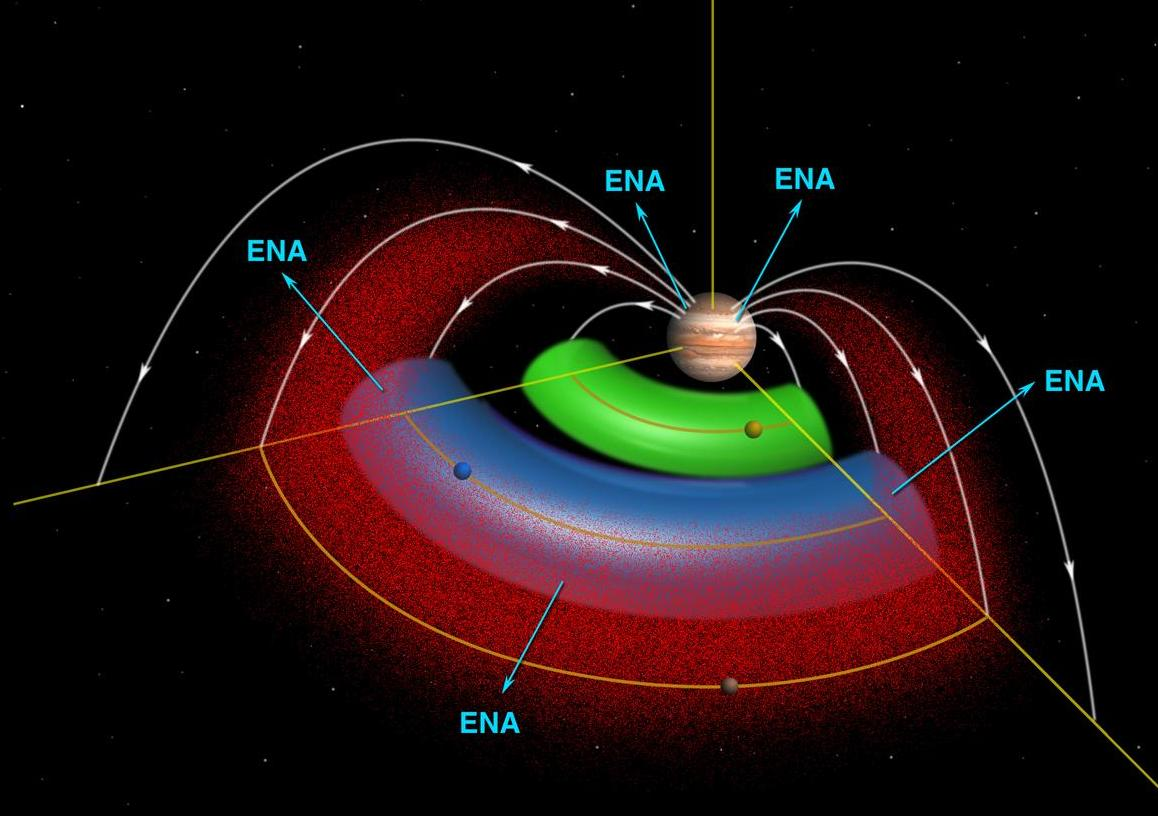
نتوءات البلازما التي يشكلها آيو (الأخضر) و أوروبا (الأزرق)

حَيد الغاز هو سحابة حلقية (نتوءات مستديرة) من الغاز أو البلازما تحيط بالكوكب. في النظام الشمسي، يتولد الحيد الغازي عن طريق تفاعل الغلاف الجوي للقمر مع المجال المغناطيسي لكوكب. المثال الأكثر شهرة هو حيد البلازما التي يشكلها التفاعل مع قمري كوكب المشتري آيو وأوروبا، التي تتكون نتيجة تأين ما يقرب من 1 طن في الثانية من الأكسجين والكبريت من الجو البركاني الرقيق لقمر كوكب المشتري ايو. ومن الأمثلة الأخرى على ذلك أحياد الأكسجين والهيدروجين من قبل قمر زحل إنسيلادوس ، وحيد النيتروجين المقترح (وإن لم يكن مدعوما بالمراقبة) المولد من قمر زحل تيتان.
إن الأحياد الغازية الخيالية هي الإطَار لروايات لاري نيفين " The Integral Trees و The Smoke Ring"، حيث يعمل غاز عملاق في مدار حول نجم نيوتروني على توليد أحياد غاز بكثافة كافية وأكسجين حر لدعم الحياة (بما في ذلك البشر).

## أحياد آيو البلازمية
تُعد أحياد آيو البلازمية بمثابة سحابة من الأيونات والإلكترونات التي تحيط بكوكب المشتري. تصطدم الإلكترونات بالأيونات التي تمتص الطاقة من التصادمات وتطلقها مرة أخرى كضوء فوق بنفسجي. تشبه هذه العملية انبعاث الضوء بواسطة أضواء النيون والشفق القطبي (الأضواء الشمالية).
ومع ذلك، تحصل مصابيح النيون على طاقتها من شبكة طاقة كهربائية من صنع الإنسان. ما الذي يغذي أحياد آيو البلازمية بالطاقة؟ جزء فقط من الإجابة على هذا السؤال معروف.
تنشأ أحياد آيو البلازمية من تأين الغازات في الغلاف الجوي (كثاني أكسيد الكبريت مثلًا). تنشأ هذه الأيونات بواسطة الجزء فوق البنفسجي من أشعة الشمس وتُرشَق بإلكترونات الأحياد البلازمية. يتم تسريع هذه الأيونات والإلكترونات الجديدة على الفور لتتحرك مع المجال المغناطيسي لكوكب المشتري، وكتأثير جانبي يتم تسخين الأيونات إلى درجات حرارة عالية جدًا (عشرات الآلاف من الدرجات)، وهذا ينتقل إلى الإلكترونات. تتفعل التيارات الكهربائية أيضًا من خلال عملية التسريع هذه، مما يجبر الإلكترونات على الحركة بسرعات عالية جدًا. تترك هذه الطاقة النظام عندما تثير الإلكترونات الأيونات لإعطاء هذه الطاقة كضوء فوق بنفسجي، ويمكن ملاحظة ذلك بواسطة التلسكوبات.
نظرًا لأن هذه الأيونات والإلكترونات -أو البلازما- تأتي من قمر آيو وسحاباته المصاحبة من الغازات الجوية المنبعثة التي تمتلك شكل الحلقة المفرغة (تشبه الدونات)، فإن سحابة البلازما هذه تبدو مشابهة للدونات أيضًا. يطلق عليها بسبب هذا الشكل أحياد آيو البلازمية. تدور مع كوكب المشتري لمدة 10 ساعات بينما يحتاج آيو وحلقة الغاز المحايدة المصاحبة له 42 ساعة للدوران حول كوكب المشتري. نظرًا لأن الحقل المغناطيسي لكوكب المشتري مائل، فإن دوران أحياد آيو البلازمية يمتلك نمطًا متأرجحًا أو راقصًا، مثل إطار سيارة ذي محور مقوس.